# 姚泓
姚泓（388年—417年），字元子，十六国时期后秦末主，后秦文桓帝姚兴长子。

## 生平
后秦弘始十八年（416年）正月，姚兴卒，姚泓即位。兄弟相争，国中大乱。八月东晋刘裕起兵伐秦。后秦疲于应敌之际，国内又相继发生姚懿、姚恢的叛乱。
次年八月癸亥（417年9月20日），刘裕帐下大将王镇恶攻入长安平朔门。姚泓无计可出，准备出降，他十一岁的儿子姚佛念说，晋朝人“将逞其欲”，（即使投降）我们也一定不能保全自己，我愿自杀。姚泓怃然不知所对。佛念登上城墙自投而死。姚泓率一家老小至王镇恶大營投降，其堂叔姚赞也率宗室子弟一百余人投降。刘裕將後秦皇室全部处死，其余宗族成员迁往江南。姚泓被押往建康斩首。后秦亡。
《晋书》载，泓孝友宽和，而无经世之用，又多疾病，兴将以为嗣而疑焉。久之，乃立为太子。兴每征伐巡游，常留总后事。博学善谈论，尤好诗咏。

## 妻子
- 姚泓皇后：姓名不详。永和二年（417年），东晋大将刘裕率军克长安，灭后秦，将姚泓和他的皇后俘虏至东晋的都城建康（今江苏南京），不久，刘裕将以姚泓夫妻为首的后秦皇族屠灭[1]。

## 延伸阅读
[在维基数据编辑]
 《晉書·卷119》，出自房玄齡《晉書》